# Distretto di Meconta
Il distretto di Meconta è un distretto del Mozambico, facente parte della Provincia di Nampula.